# Хайнрих II Зигеберт фон Верд
Хайнрих II Зигеберт фон Верд Постумус (на немски: Heinrich II Sigebert posthumus Landgraf im Elsass, Graf von Werd; * 1239; † 13 февруари 1278) е от 1238 г. ландграф в Долен Елзас и граф на Верд (Château de Verdelles).

## Произход
Хайнрих II Зигеберт фон Верд се ражда се след смъртта на баща му. Той е единственият син на Хайнрих I Зигеберт фон Верд, ландграф в Елзас († пр. 5 февруари 1238) и съпругата му Елизабет фон Монфор († 1269), вдовица на граф Манеголд фон Неленбург († 1229/1234), дъщеря на граф Хуго I фон Брегенц-Монфор († 1230/1234) и Мехтилд фон Ванген († 1218). Внук е на Зигеберт IV, ландграф в Елзас, граф фон Франкенбург-Верд († сл. 1226), и Аделхайд фон Риксинген.
Майка му Елизабет фон Монфор се омъжва трети път през 1239 г. за вилдграф Емих II фон Кирбург-Шмидтбург († пр. 1284), син на вилдграф Конрад II фон Даун († сл. 1263). Така Хайнрих II Зигеберт фон Верд е полубрат на граф Еберхард III фон Неленбург († сл. 1257), вилдграф тамплиер Фридрих фон Кирбург († сл. 1310), на вилдграф Готфрид II фон Кирбург († 1301), Гизела фон Кирбург († сл. 1313), омъжена за Филип II фон Фалкенщайн († пр. 1295), и на Емих вилдграф фон Кирбург, епископ на Фрайзинг (1283 – 1311).
Графството Верд се намира в Елзас, южно от Страсбург. Първите графове на Верд са доказани от 1189 г. и още преди 1200 г. имат титлата ландграф в Елзас. Те произлизат от графовете на Сарбрюкен (Сааргауграфове). Дворецът Верд се намира в Матценайм в Гранд Ест (бившия Елзас) в Североизточна Франция.

## Фамилия
Първи брак: с Гертдруд фон Дике († между 27 октомври 1266 и 15 февруари 1269), дъщеря на Александер фон Дике. Те имат децата:
- Йохан фон Верд († сл. 1306), ландграф в Елзас, женен пр. 1 февруари 1278 г. за Агнес фон Лихтенберг († сл. 1278), дъщеря на Хайнрих II фон Лихтенберг († пр. 9 февруари 1269) и Аделхайд фон Еберщайн (* пр. 1251; † 1 ноември 1291)
- Зигеберт († сл. 1298), каноник в Страсбург 1298 г.
- Хайнрих († сл. 1280), 1314 г. граф на Верд
- Елизабет († 1298), омъжена 1269 г. за Анселм II фон Раполтщайн († сл. 12 август 1311), син на Хайнрих II фон Раполтщайн († сл. 1275) и фон Фробург († 1281)
- Сузана († сл. 1311), омъжена пр. 1 февруари 1278 г. за Валтер III фон Геролдсек, ландфогт на Ортенау († 1 февруари 1323), син на Херман I фон Геролдсек († 1262) и фон Еберщайн

Втори брак: 1267/април 1269 г. с Берта фон Раполтщайн († сл. 1302), дъщеря на граф Улрих II фон Раполтщайн († 11 април 1283) и Рихенца фон Ньофшател. Те имат децата:
- Улрих фон Верд (* пр. 1278; † 16 септември 1344), от 1308 г. граф на Верд и 1324 г. ландграф и фогт в Долен Елзас, женен за Сузана фон Лихтенберг (* ок. 1284; † сл. 1317), дъщеря на Йохан I фон Лихтенберг († 1315) и Аделхайд фон Верденберг († 1343).
- Егенолф († 1312), каноник в Страсбург
- Филип († 29 юли 1332), каноник в Страсбург